# Sportwissenschaftlicher Dienst
Sportwissenschaftlicher Dienst bezeichnet in Deutschland eine Gruppe von Laufbahnen für Beamte, die verwandte Vor- und Ausbildungen voraussetzen. Das Aufgabenspektrum umfasst vor allem Dienstgeschäfte, die ein sportwissenschaftliches Studium oder eine entsprechende Berufsausbildung voraussetzen. Für die Laufbahnen wird typischerweise nur eine eingeschränkte Verwendungsbreite gefordert. (Anlage 2 der AVwV zur BLV).

## Allgemeines
Im Bund können Laufbahnen des sportwissenschaftlichen Dienstes grundsätzlich in allen vier Laufbahngruppen eingerichtet werden (§ 6 Abs. 2 BLV). Tatsächlich bestehen nur zwei Laufbahnen:
- gehobener sportwissenschaftlicher Dienst
- höherer sportwissenschaftlicher Dienst

Die Einrichtung eines sportwissenschaftlichen Dienstes wird in vielen Bereichen nicht in Betracht kommen, da die Frage, welche Laufbahnen in einem jeweiligen Ressort eingerichtet werden, wird im Wesentlichen durch die Aufgabenstruktur bestimmt wird (AVwV zur BLV). Verwendungsbereiche sind denkbar z. B. als Sportlehrer der Bundeswehr, beim Bundesinstitut für Sportwissenschaft und im betrieblichen Gesundheitsmanagement.  Mit Inkrafttreten der neuen Bundeslaufbahnverordnung (BLV) im Jahr 2009 sind keine Laufbahnen in eine Laufbahn des sportwissenschaftlichen Dienstes überführt worden.

## Laufbahnbefähigung
Die Laufbahnbefähigung für eine Laufbahn des sportwissenschaftlichen Diensten wird in der Regel durch Anerkennung erlangt. Ein fachspezifischer Vorbereitungsdienst (Laufbahnausbildung) ist nicht eingerichtet. Zur Anerkennung der Laufbahnbefähigung für die Laufbahnen des gehobenen und höheren sportwissenschaftlichen Dienstes ist grundsätzlich ein fachlich entsprechendes Studium der Fächergruppe 02 „Sport“ gemäß der Hochschulstatistik des Statistischen Bundesamtes oder eine entsprechende Berufsausbildung erforderlich. Dazu zählen das Studium der Sportwissenschaft sowie die Ausbildung zum Gymnastiklehrer, Lehrer – Tanz und tänzerische Gymnastik, Pferdewirtschaftsmeister – Fachrichtung Galopprenntraining, Pferdewirtschaftsmeister – Fachrichtung Reitausbildung, Sportassistent, Sportfachmann, Sportfachwirt, Sportlehrer, Tanzlehrer oder Trainer – Fitness und Gymnastik (Anlage 2 der AVwV zur BLV).

## Weitere Laufbahnarten
Die Anzahl der früher auf Bundesebene bestehenden Laufbahnen wurde durch die neue Bundeslaufbahnverordnung aus dem Jahr 2009 von etwa 125 auf maximal acht Laufbahnen je Laufbahngruppe (höchstens 32) reduziert. Neben dem sportwissenschaftlichen Dienst können im Bund in den Laufbahngruppen folgende Laufbahnen eingerichtet werden (§ 6 Abs. 2 BLV):
- nichttechnischer Verwaltungsdienst,
- technischer Verwaltungsdienst,
- sprach- und kulturwissenschaftlicher Dienst,
- naturwissenschaftlicher Dienst,
- agrar-, forst- und ernährungswissenschaftlicher sowie tierärztlicher Dienst,
- ärztlicher und gesundheitswissenschaftlicher Dienst,
- kunstwissenschaftlicher Dienst.